# Landreth-Gletscher
Der Pashuk-Gletscher (bulgarisch ледник Ландрет lednik Landret) ist ein steiler, 2,3 km langer und 600 m breiter Gletscher auf Smith Island im Archipel der Südlichen Shetlandinseln. Auf der Südostseite der Imeon Range fließt er vom Mount Foster zwischen den Nebengraten, die ihn vom Rupite-Gletscher im Norden und dem Dragoman-Gletscher im Süden trennen, in südöstlicher Richtung zur Ivan Asen Cove an der Bransfieldstraße.
Bulgarische Wissenschaftler kartierten ihn 2009. Die bulgarische Kommission für Antarktische Geographische Namen benannte ihn 2010 nach dem Neuseeländer Greg Landreth, dem am 29. Januar 1996 mit seinem Team die Erstbesteigung des Mount Foster gelungen war.